# 전하 (물리학)
물리학에서 전하(charge, 電荷) 또는 하(荷)는 전자기학의 전하, 양자 색역학의 색전하와 같이 다양한 양 중 하나이다. 전하는 시간 불변 생성자에 해당하며, 특히 교환되는 생성자에 해당한다. 전하는 종종 {\displaystyle Q}로 표기되며, 전하의 불변성은 교환자 {\displaystyle [Q,H]=0}이 0임을 의미하며, 여기서 {\displaystyle H}는 해밀토니언이다. 따라서 전하는 보존되는 양자수와 관련이 있으며, 이는 생성자 {\displaystyle Q}의 고유값이다. "전하"는 영상법과 같이 전하와 위치를 가진 점 모양의 물체를 가리킬 수도 있다.

## 추상적 정의
추상적으로, 전하는 연구 중인 물리계의 연속 대칭의 모든 생성자이다. 물리계가 어떤 종류의 대칭을 가질 때, 뇌터 정리는 보존 전류의 존재를 암시한다. 전류에서 "흐르는" 것은 "전하"이며, 전하는 (국소) 대칭 군의 생성자이다. 이 전하는 때때로 뇌터 전하라고 불린다.
따라서 예를 들어, 전하는 전자기학의 U(1) 대칭의 생성자이다. 보존 전류는 전류이다.
국소적, 역학적 대칭의 경우, 모든 전하와 관련된 게이지장이 있다. 양자화될 때 게이지장은 게이지 보손이 된다. 이론의 전하는 게이지장을 "방사"한다. 따라서 예를 들어, 전자기학의 게이지장은 전자기장이며, 게이지 보손은 광자이다.
"전하"라는 단어는 대칭의 생성자와 보존되는 양자수 (고유값) 모두의 동의어로 자주 사용된다. 따라서 대문자 {\displaystyle \ Q\ }를 생성자로 놓으면, 생성자는 해밀토니언 {\displaystyle \ H\ }와 교환한다: {\displaystyle \ \left[\ Q,H\ \right]=0~.} 교환법칙은 고유값 (소문자) {\displaystyle \ q\ }가 시간 불변임을 의미한다: {\displaystyle \ {\tfrac {~\!\operatorname {d} q~}{~\!\operatorname {d} t~}}=0~.}
따라서 예를 들어, 대칭 군이 리 군인 경우, 전하 연산자는 리 대수의 근계의 단순 근에 해당한다. 이산성은 전하의 양자화를 설명한다. 다른 모든 근은 이들의 선형 조합으로 얻을 수 있으므로 단순 근이 사용된다. 일반적인 근은 종종 증감 연산자 또는 사다리 연산자라고 불린다.
그런 다음 전하 양자수는 주어진 표현의 리 대수의 가장 높은 가중치 모듈의 가중치에 해당한다. 따라서 예를 들어, 양자장론의 입자가 대칭에 속할 때, 이는 해당 대칭의 특정 표현에 따라 변환된다. 전하 양자수는 해당 표현의 가중치이다.

## 예시
다양한 전하 양자수는 입자물리학 이론에 의해 도입되었다. 여기에는 표준 모형의 전하가 포함된다:
- 쿼크의 색전하. 색전하는 양자 색역학의 3차원 특수 유니터리 군 색 대칭을 생성한다.
- 전기·약 작용의 약한 아이소스핀 양자수. 이는 전기·약 SU(2) × U(1) 대칭의 SU(2) 부분을 생성한다. 약한 아이소스핀은 국소적 대칭이며, 게이지 보손은 W와 Z보손이다.
- 전자기 상호 작용의 전하. 수학 문헌에서는 때때로 리 대수 모듈의 {\displaystyle u_{1}}-전하라고도 한다.

이러한 전하 양자수는 게이지 공변 미분#표준 모형을 통해 라그랑주 방정식에 나타난다.
근사 대칭의 전하:
- 강한 아이소스핀 전하. 대칭 군은 SU(2) 맛깔 대칭이다. 게이지 보손은 파이 중간자이다. 파이 중간자는 기본 입자가 아니며 대칭은 근사적이다. 이는 맛깔 대칭의 특수한 경우이다.
- 기묘도 또는 매력과 같은 다른 쿼크-맛깔 전하. 위에서 언급한 
u
–
d
 아이소스핀과 함께, 이들은 기본 입자의 전역 SU(6) 맛깔 대칭을 생성한다. 이 대칭은 무거운 쿼크의 질량에 의해 심하게 깨진다. 전하에는 초전하, X-전하 및 약한 초전하가 포함된다.

표준 모형 확장 이론의 가상 전하:
- 가상 자기 전하는 전자기 이론의 또 다른 전하이다. 자기 전하는 실험실 실험에서 실험적으로 관찰되지 않지만 자기 홀극을 포함하는 이론에는 존재할 수 있다.

초대칭:
- 초전하는 초대칭에서 페르미온을 보손으로, 보손을 페르미온으로 회전시키는 생성자를 의미한다.

등각 장론:
- 비라소로 대수의 중심 전하, 때때로 등각 중심 전하 또는 등각 이상이라고도 한다. 여기서 '중심'이라는 용어는 군론의 중심의 의미로 사용된다. 이는 대수의 다른 모든 연산자와 교환하는 연산자이다. 중심 전하는 대수의 중심 생성자의 고유값이다. 여기서 이는 2차원 등각 장론의 에너지-운동량 텐서이다.[1]

중력:
- 에너지-운동량 텐서의 고유값은 물리적 질량에 해당한다.

## 전하 켤레
입자 이론의 형식에서 전하와 같은 양자수는 때때로 C라고 하는 전하 켤레 연산자를 사용하여 반전될 수 있다. 전하 켤레는 단순히 주어진 대칭 군이 두 개의 비동치 (그러나 여전히 군 동형) 표현으로 나타남을 의미한다. 일반적으로 두 전하 켤레 표현은 리 군의 기본 표현의 복소 켤레이다. 그런 다음 그 곱은 군의 수반 표현을 형성한다.
따라서 일반적인 예는 SL(2,C) (즉, 스피너)의 두 전하 켤레 기본 표현의 곱은 로런츠 군 SO(3,1)의 수반 표현을 형성한다는 것이다. 추상적으로 다음과 같이 쓴다.
{\displaystyle 2\otimes {\overline {2}}=3\oplus 1.\ }
즉, 두 (로런츠) 스피너의 곱은 (로런츠) 벡터와 (로런츠) 스칼라이다. 복소 리 대수 sl(2,C)는 콤팩트 실형 su(2)를 갖는다는 점에 유의하라 (실제로 모든 리 대수는 유일한 콤팩트 실형을 갖는다). 동일한 분해는 콤팩트 형에도 적용된다. su(2)의 두 스피너의 곱은 회전 군 O(3)의 벡터와 단일항이다. 분해는 클렙시-고르단 계수에 의해 주어진다.
유사한 현상이 콤팩트 군 3차원 특수 유니터리 군에서 발생하며, 여기에는 두 개의 전하 켤레이지만 비동치 기본 표현이 있으며, {\displaystyle 3}과 {\displaystyle {\overline {3}}}으로 불리며, 숫자 3은 표현의 차원을 나타내고, 쿼크는 {\displaystyle 3}에 따라 변환되고 반쿼크는 {\displaystyle {\overline {3}}}에 따라 변환된다. 두 표현의 크로네커 곱은 다음과 같다.
{\displaystyle 3\otimes {\overline {3}}=8\oplus 1.\ }
즉, 8차원 표현인 팔정도의 팔중항과 단일항이다. 이러한 표현의 곱을 비가환 표현의 직접 합으로 분해하는 것은 일반적으로 다음과 같이 쓸 수 있다.
{\displaystyle \Lambda \otimes \Lambda '=\bigoplus _{i}{\mathcal {L}}_{i}\Lambda _{i}}
표현 {\displaystyle \Lambda }에 대해. 표현의 차원은 "차원 합 규칙"을 따른다.
{\displaystyle d_{\Lambda }\cdot d_{\Lambda '}=\sum _{i}{\mathcal {L}}_{i}d_{\Lambda _{i}}.}
여기서 {\displaystyle d_{\Lambda }}는 표현 {\displaystyle \Lambda }의 차원이고, 정수 {\displaystyle {\mathcal {L}}}은 리틀우드-리처드슨 계수이다. 표현의 분해는 이번에는 일반적인 리 대수 설정에서 클렙시-고르단 계수에 의해 다시 주어진다.

## 같이 보기
- 카시미르 연산자